# Lagoa Salgada (Paraíba)
A Lagoa Salgada é uma lagoa localizada entre os municípios de Montadas, Areial e Pocinhos, no estado da Paraíba. Devido ao solo e às condições climáticas da localidade, as águas desta lagoa são salgadas quase tanto como a água do mar. Ela passa a maior parte do ano vazia, somente no período chuvoso, que vai de março a julho, é que pode ser vista com água. Devido ao sal nenhuma planta se desenvolve no local. Recentemente foram encontrados fósseis acidentalmente durante escavações feitas no local. Especula-se que sejam fósseis de preguiças gigantes e mastodontes vividos dez mil anos atrás.